# Friedrich Bergius
Friedrich Karl Rudolf Bergius (11. října 1884 Vratislav – 30. března 1949 Buenos Aires) byl německý chemik, který v roce 1931 spolu s Carlem Boschem získal Nobelovu cenu za chemii za „příspěvky k chemickým vysokotlakým metodám“. Vymyslel Bergiusův proces, při kterém se vyrábí syntetické palivo z uhlí. Za druhé světové války pracoval ve společnosti IG Farben, s čímž měl po jejím skončení problémy, a tak emigroval do Argentiny.

## Biografie
V roce 1903 začal studovat na Vratislavské univerzitě a už v roce 1907 získal Ph.D. v chemii. Jeho závěrečná práce se týkala kyseliny sírové. V roce 1909 jeden semestr pracoval s Fritzem Haberem a Carlem Boschem na Karlsruheském technickém institutu, kde vynalezli Haberův proces. Stejný rok mu přišla nabídka od Hannoverské univerzity, kde začal pracovat jako profesor.
V roce 1913 si nechal patentoval Bergiusův proces, při kterém se hydrogenací hnědého uhlí vyrábí kapalné uhlovodíky, které se používají jako syntetické palivo. Tento proces vynalezl několik let před objevem známější Fisher-Tropschovy syntézy. Před druhou světovou válkou bylo postaveno několik továren, které vyráběly 4 miliony tun syntetického paliva ročně.
Po válce se dostal do problémů kvůli spolupráci se společností IG Farben. Proto odjel z Německa a pracoval jako poradce v Itálii, Turecku, Švýcarsku a Španělsku. Nakonec emigroval do Argentiny, kde pracoval jako poradce ministra průmyslu. Zemřel 30. března 1949 v Buenos Aires.